# Jennifer Crittendenová
Jennifer Crittendenová (* 29. srpna 1969 Laguna Beach, Kalifornie) je americká scenáristka a producentka. Svou kariéru začala jako scenáristka animovaného seriálu Simpsonovi a od té doby psala pro několik dalších televizních sitcomů, jako jsou Raymonda má každý rád, Show Jerryho Seinfelda a Viceprezident(ka). Za svou práci byla několikrát nominována na cenu Emmy.

## Osobní život
Crittendenová se narodila 29. srpna 1969. Vzdělání získala na The Thacher School v kalifornském Ojai. V roce 1992 absolvovala Wesleyan University.
Crittendenová byla tři roky vdaná za spisovatele Jace Richdalea, rozešli se v roce 1998.

## Kariéra
Crittendenová napsala pět dílů seriálu Simpsonovi. Účastnila se začátečnického programu psaní u 20th Century Fox, když ji bývalý showrunner Simpsonových David Mirkin najal do pořadu. Jedinou předchozí zkušeností Crittendenové se psaním byla stáž v Noční show Davida Lettermana. 20th Century Fox seznámilo Crittendenovou s Mirkinem a Mirkin si přečetl její scénář, který se mu líbil, a tak ji najal.
Kromě toho napsala a produkovala seriál Raymonda má každý rád a od roku 1996 působila jako scenáristka a producentka pozdějších sérií Show Jerryho Seinfelda. Crittendenová pracovala také na The Drew Carey Show, jako konzultantka a producentka seriálu Arrested Development a jako scenáristka a spoluvýkonná producentka seriálu CBS Nové trable staré Christine. Za svou práci získala dvě ceny Humanitas a pět nominací na cenu Emmy: čtyři za vynikající komediální seriál (Show Jerryho Seinfelda v roce 1998 a Raymonda má každý rád v letech 2000, 2001 a 2002) a jednu za vynikající scénář ke komediálnímu seriálu (Raymonda má každý rád v roce 2002).
Crittendenová adaptovala román 20 Times a Lady pro film Co ty jsi za číslo? z roku 2011 spolu s Gabrielle Allenovou.

## Scenáristická filmografie

### DílySimpsonových
6. řada
- A s Maggie jsou tři
- Konec SRPŠ

7. řada
- Výjevy z třídního boje ve Springfieldu
- Dvaadvacet krátkých filmů o Springfieldu

8. řada
- Pokřivený svět Marge Simpsonové

### DílyShow Jerryho Seinfelda
- The Package
- The Little Jerry
- The Millennium
- The Apology
- The Burning
- The Puerto Rican Day

### DílyHouseBroken
1. řada
- Who's a Good Girl?